# Etiológia
Az etiológia (más néven aetiológia, aitiológia) a dolgok ok-okozati összefüggéseinek vizsgálata, általában valamilyen szaktudomány keretein belül. A kifejezés a görög aitia (’ok’) és logos (’tudomány’) szavakból származik.
Használja bizonyos jelenségek okait kutatva a biológia, filozófia, de a fizika is. Általában véve az etiológia a folyamatok, cselekmények mögötti okokkal foglalkozik. 
Az orvostudományban az etiológia a patológiai betegségek okait, hátterét kutatja. 

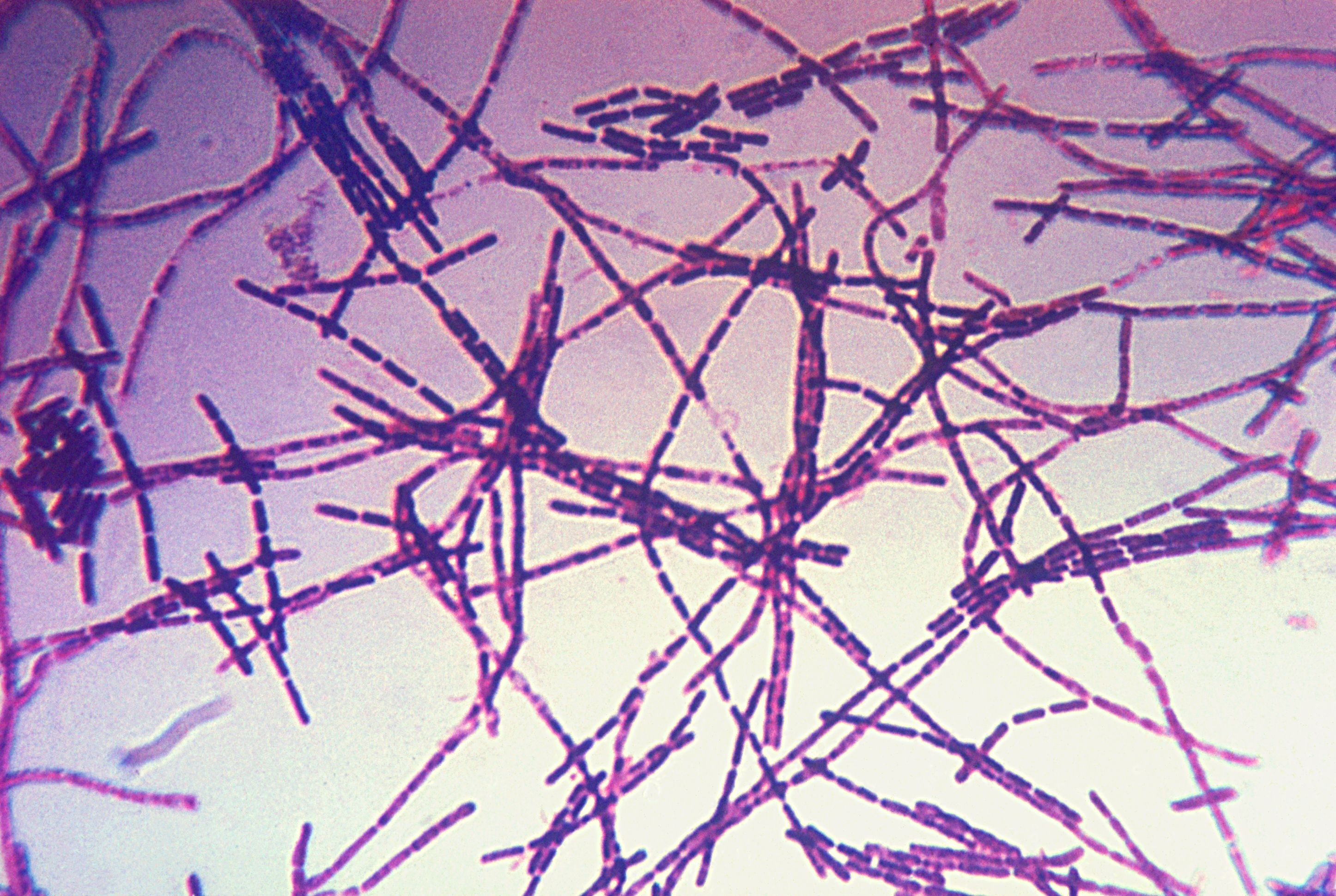
A lépfenebacilusok okozzák a lépfene megbetegedést.

Teológiai szempontból az etiológia bizonyos nevek, történések utólagos magyarázatát végzi el – például a Genezis 19-ben miért vannak sópillérek a Holt-tenger vizében. 
Az etiológiai mítosz pedig egy olyan mítosz, mely egyes elnevezések eredetének magyarázatát hivatott megadni: A Delphoi név például Apollon Delphionos istenséggel van összefüggésben. Ezeket a neveket a Homérosz-mítosz magyarázza, miszerint Apollo krétaiakat vitt át delfin képében a Földközi-tengeren, hogy saját papjaivá tegye őket. Habár jelen esetben van kapcsolat a Delphoi és a delphis között, általában nehezebb az ilyen kötődéseket leírni.

### Külső hivatkozások
- Etiology